# Småtjärnarna (Ovikens socken, Jämtland)
Småtjärnarna är en sjö i Bergs kommun i Jämtland och ingår i Ljungans huvudavrinningsområde.